# Raión de Teplyk
Raión de Téplyk (en ucraniano: Те́плицький райо́н) es un antiguo raión o distrito de Ucrania en el óblast de Vinnytsia. 
Comprende una superficie de 810 km².
La capital fue la ciudad de Téplyk.

## Demografía
Según estimación 2010, contaba con una población total de 30760 habitantes.

## Otros datos
El código KOATUU es 523700000. El código postal 23800 y el prefijo telefónico +380 4353.